# Aina (prénom)
Pour les articles homonymes, voir Aina.
Aina (あいな) est un prénom japonais féminin. Il peut s'écrire あいな en hiragana ou en kanji.

## En kanji
Ce prénom s'écrit entre autres sous les formes suivantes :
- 哀無 : tristesse et zéro/rien (sans tristesse)
- 愛七 : amour et sept
- 愛成 : amour et accomplir
- 愛茄 : amour et aubergine
- 愛雛 : amour et poussin
- 曖奈 : sombre et pomme sauvage
- 相菜 : aspect et légume
- 藍夏 : indigo et été
- 藍奈 : indigo et pomme sauvage
- 藍内 : indigo et intérieur
- 藍凪 : indigo et calme
- 藍波 : indigo et une vague
- 藍菜 : indigo et légume
- 藍茄 : indigo et aubergine
- 逢菜 : rencontrer et légumes
- あい菜 : les sons « a », « i » et légume
- 亜依奈 : sous/Asie, se reposer sur et pomme sauvage
- 亜唯奈 : sous/Asie, seulement et pomme sauvage
- 亜衣奈 : sous/Asie, robe et pomme sauvage
- 亜衣菜 : sous/Asie, robe et légume
- 彩衣奈 : couleur, robe et pomme sauvage
- 和衣菜 : paix/harmonie, robe et légume
- 杏衣奈 : abricot, robe et pomme sauvage
- 梓衣奈 : catalpa, robe et pomme sauvage
- 歩依奈 : pas/promenade, se reposer sur et pomme sauvage
- 歩衣菜 : pas/promenade, robe et légume
- 明依奈 : brillant/clair, se reposer sur et pomme sauvage

## Personnes célèbres
- Aina Hashimoto est une chanteuse et idole japonaise.

## Dans les œuvres de fiction
- Aina Sahalin (アイナ·サハリン, Aina Sahalin?) est un des principaux personnages de l'anime OVA Mobile Suit Gundam : The 08th MS Team. Sahalin est une translittération japonaise de Sakhaline (サ ハ リ ン).

## Sources
Pour la signification des kanjis :
- (en) Japanese Kanji Dictionary
- (en) Kanji information lookup
- (ja) japan blog